# زبان ججویی
زبان جِجویی (ججویی: 제줏말, Jejun-mal; کره‌ای: 제주어, Jeju-eo or 제주말, Jeju-mal) یا ججو زبانی از گروه زبان‌های کره‌ای بومی جزیره ججو در کره جنوبی است. ججویی اغلب به عنوان گویش ججویی (کره‌ای: 제주방언, Jeju bang'eon) زبان کره‌ای دسته‌بندی می‌شود، اما دولت محلی و دانشگاه‌های کره جنوبی و خارجی آن را به عنوان زبان می‌شناسند. این زبان دارای فهم متقابل نسبت به کره‌ای سرزمین اصلی نیست.
زبان ججویی از سده ۱۵ از کره‌ای سئول شروع به تمایز کرد و طبق گزارش‌ها از سده ۱۶ برای بازدیدکنندگان از سرزمین اصلی کره نامفهوم بود. این زبان به شدت پس از خیزش ججو در سال ۱۹۴۸، جنگ کره و مدرن‌سازی کره جنوبی ضعیف شد. تمام سخنرانان مسلط باقی‌مانده در جزیره ججو اکنون بیش از هفتاد سال سن دارند. بیشتر مردم جزیره ججو اکنون به کره‌ای با زیرلایه‌ای از ججو صحبت می‌کنند. این زبان در جامعه مهاجر ججویی در اوساکای ژاپن قوی‌تر مانده‌است، چرا که بسیاری از مردم ججو در دهه ۱۹۲۰ به اوساکا مهاجرت کردند، اما حتی در آنجا هم اعضای جوان جامعه به ژاپنی صحبت می‌کنند. یونسکو از سال ۲۰۱۰ این زبان را در گروه به شدت در معرض خطر یعنی بالاترین سطح خطر ممکن برای یک زبان، قرار داد. تلاش‌هایی برای احیای زبان در حال انجام است.